# Aplocera mundata
Aplocera mundata är en fjärilsart som beskrevs av Otto Staudinger 1892. Aplocera mundata ingår i släktet Aplocera och familjen mätare. Inga underarter finns listade i Catalogue of Life.